# Ichneumon hiemalus
Ichneumon hiemalus là một loài tò vò trong họ Ichneumonidae.